# Bad Salzelmen

„Plan der Stadt Saltze : im Herzogthum Magdeburg“ (um 1750)

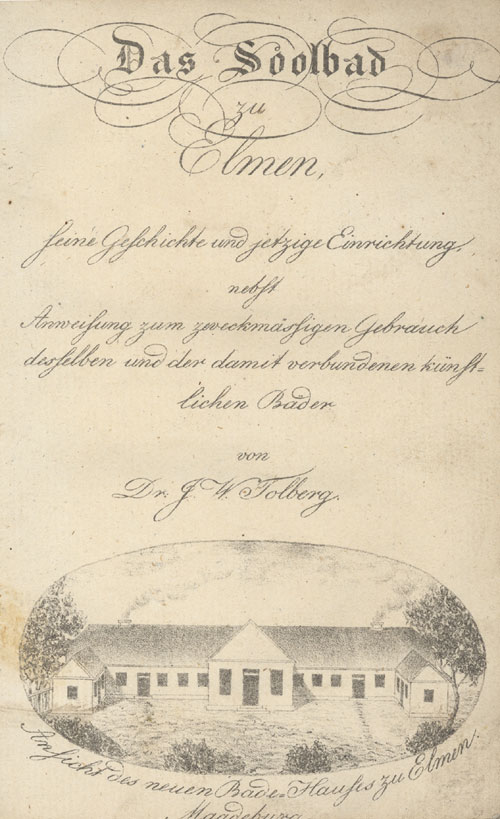
J. W. Tolberg: Das Soolbad zu Elmen. Seine Geschichte und jetzige Einrichtung nebst Anweisung zum zweckmäßigen Gebrauch desselben und der damit verbundenen künstlichen Bäder, 1822. Titelblatt mit einer Abbildung des Badehauses.

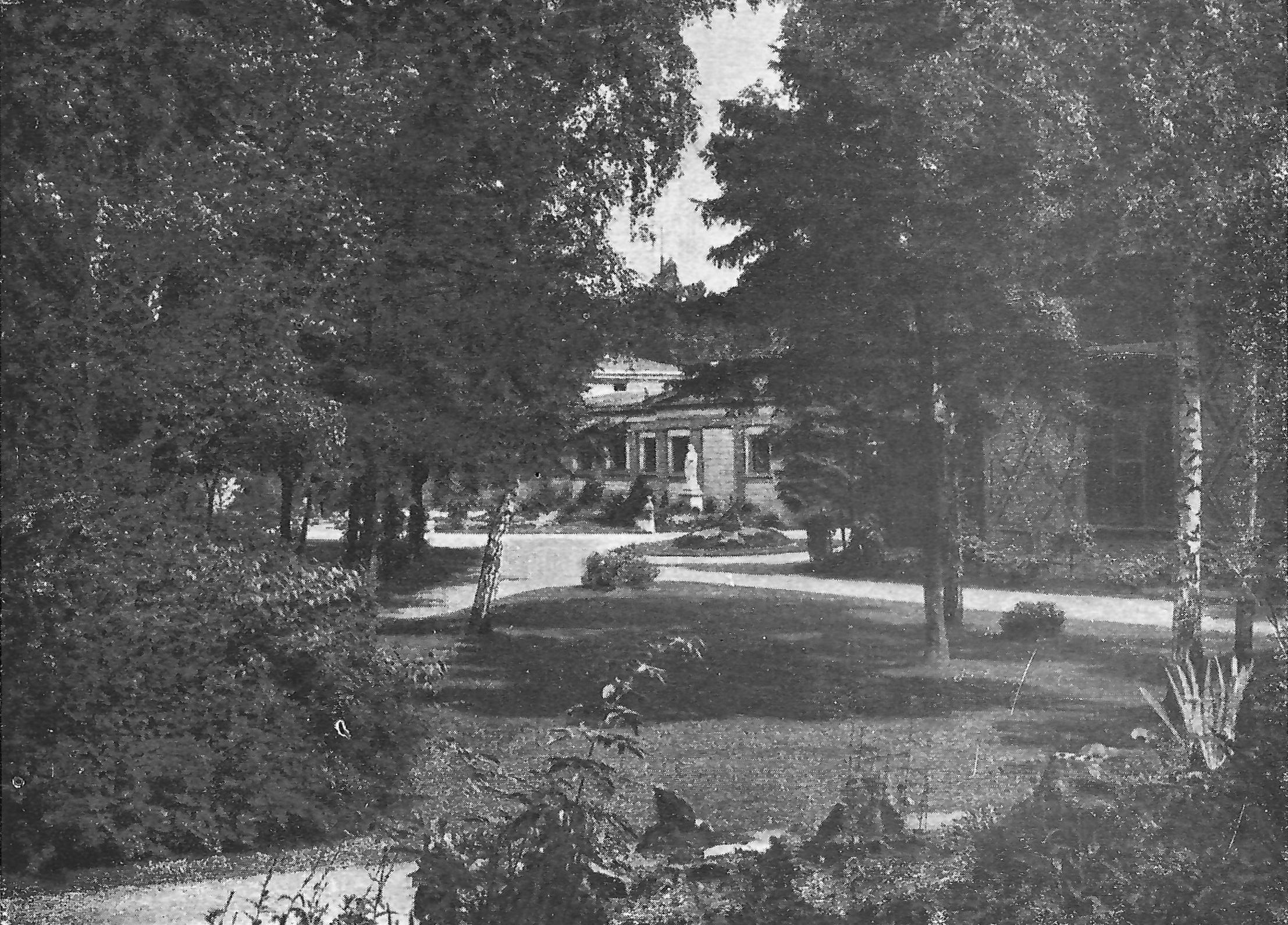
Kuranlagen in den 1920er Jahren

Bad Salzelmen ist seit 1932 ein Stadtteil von Schönebeck (Elbe) und staatlich anerkanntes Heilbad im Salzlandkreis in Sachsen-Anhalt. Es entstand 1894 durch die Zusammenlegung der Orte Groß Salze und Elmen zur Stadt Groß Salze. Die Stadt Groß Salze wurde 1926 in „Bad Salzelmen“ umbenannt.

## Geschichte
Bad Salzelmen kann auf eine mehr als 800-jährige Geschichte der Salzgewinnung zurückblicken. In Elmen wurde bereits im 12. Jahrhundert Sole gefördert. Mit dem „weißen Gold“ gewannen die Pfänner oder später auch Salzgrafen genannt großen Einfluss auf den Ort. Als Pfännerschaft waren sie nicht nur eine gewerbliche Vereinigung, sondern sprachen als Obrigkeit auch Recht. Von dem Reichtum und der Macht der Pfänner zeugen noch heute Teile der Stadtmauer aus dem 14. Jahrhundert, das ehemalige Rathaus aus dem 15. Jahrhundert sowie die Johanniskirche von Mitte des 15. Jahrhunderts. Im Rathaus befindet sich heute das Salzlandmuseum. 1680 ging die Stadt Groß Salze an das brandenburg-preußische Herzogtum Magdeburg. Groß Salze war als sogenannte Immediatstadt der Regierung des Herzogtums direkt unterstellt und lag im Holzkreis. Zwischen 1756 und 1765 wurde das Gradierwerk mit einer Gesamtlänge von 1837 Metern erbaut, es ist damit das größte jemals gebaute. Die damals ansässige „Königlich Preußische Saline“ war das größte staatliche Unternehmen Preußens. 1776 wurde der 32 Meter hohe Soleturm in der Nähe des Gradierwerks gebaut. Er diente der Soleförderung mittels einer holländischen „Windkunst“. Die Saline war mit dem Schönebecker Hafen durch eine Betriebseisenbahn verbunden.
Durch die Entdeckung der Heilwirkung von Sole durch Johann Wilhelm Tolberg begann die Geschichte des Kurstandortes Bad Salzelmen. 1802 wurde hier das erste Soleheilbad Deutschlands eröffnet. 1815 wurde Ernst Leopold Fabian zum Salzamtinspektor ernannt.
Die Sole wurde durch Ausspülung unter Tage gewonnen. Die so entstandenen Kavernen („Graf-Moltke-Schacht“) dienten später als unterirdische Inhalationsräume und während der letzten Jahre des Zweiten Weltkrieges zur Lagerung u. a. von Museumsbeständen der Staatlichen Museen Berlin und von Archivgut der Deutschen Akademie und des Preußischen Geheimen Staatsarchivs.
Die Gewinnung der Sole zum Zwecke der Salzerzeugung wurde 1967 eingestellt, die Sole ist aber noch immer die Grundlage für den Kurbetrieb. Von dem ursprünglichen Gradierwerk sind heute noch 300,4 Meter erhalten, die als Freiluft-Inhalatorium dienen. An das Gradierwerk ist in südwestlicher Richtung ein Inhalatorium angebaut. Der „Solepark“ mit dem Erholungsbad „Solequell“, dem Kurmittelhaus „Lindenbad“ und dem „Kunsthof“ (zum Teil im Soleturm) sind heute Anziehungspunkte für Erholungssuchende und Kurgäste. Die 1995 erbaute Rehabilitationsklinik Bad Salzelmen ist Zentrum moderner Rehabilitationsmedizin im Bereich Solebehandlung.

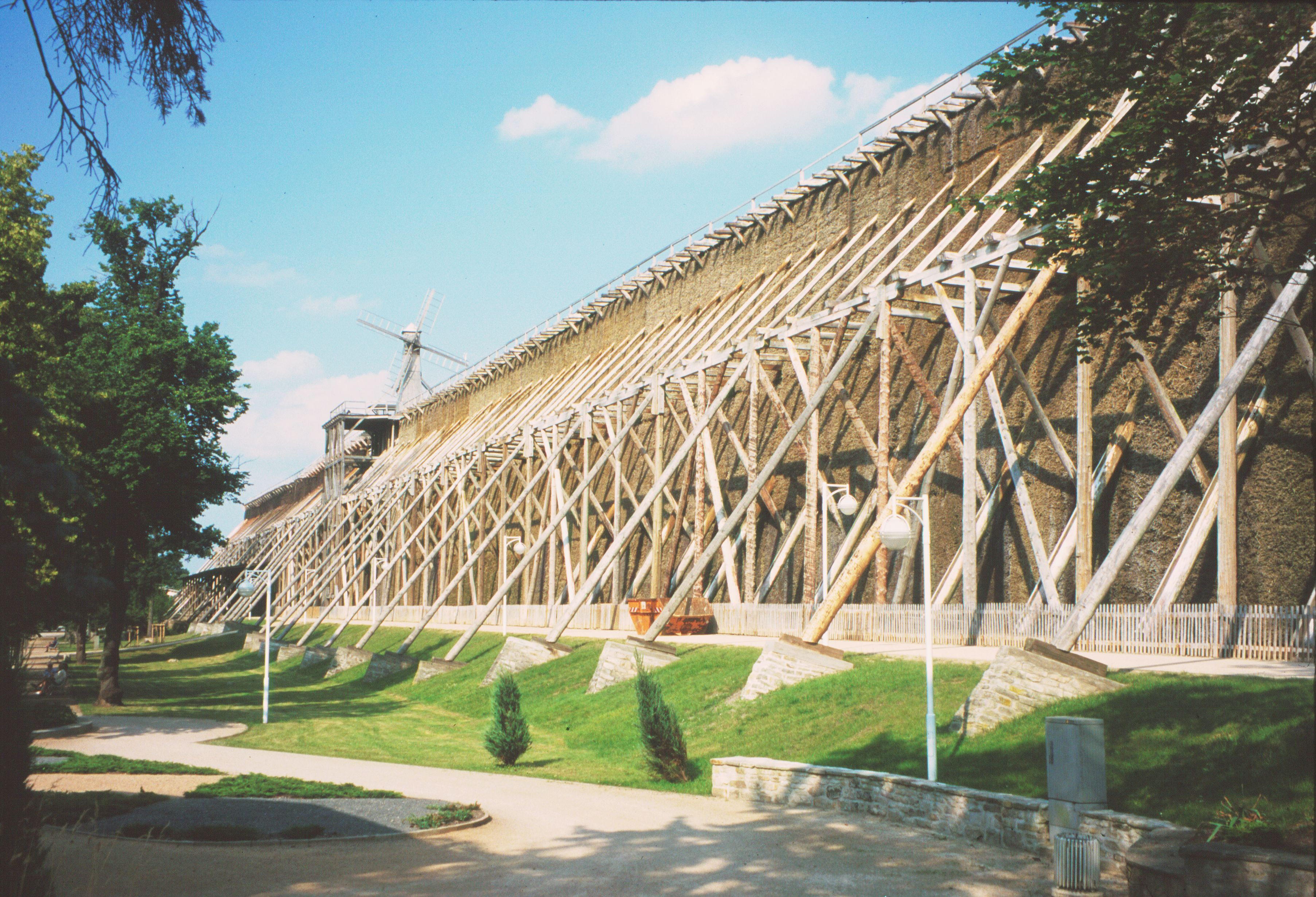
Gradierwerk mit „Windkunst“ (Sole-Pumpwerk)
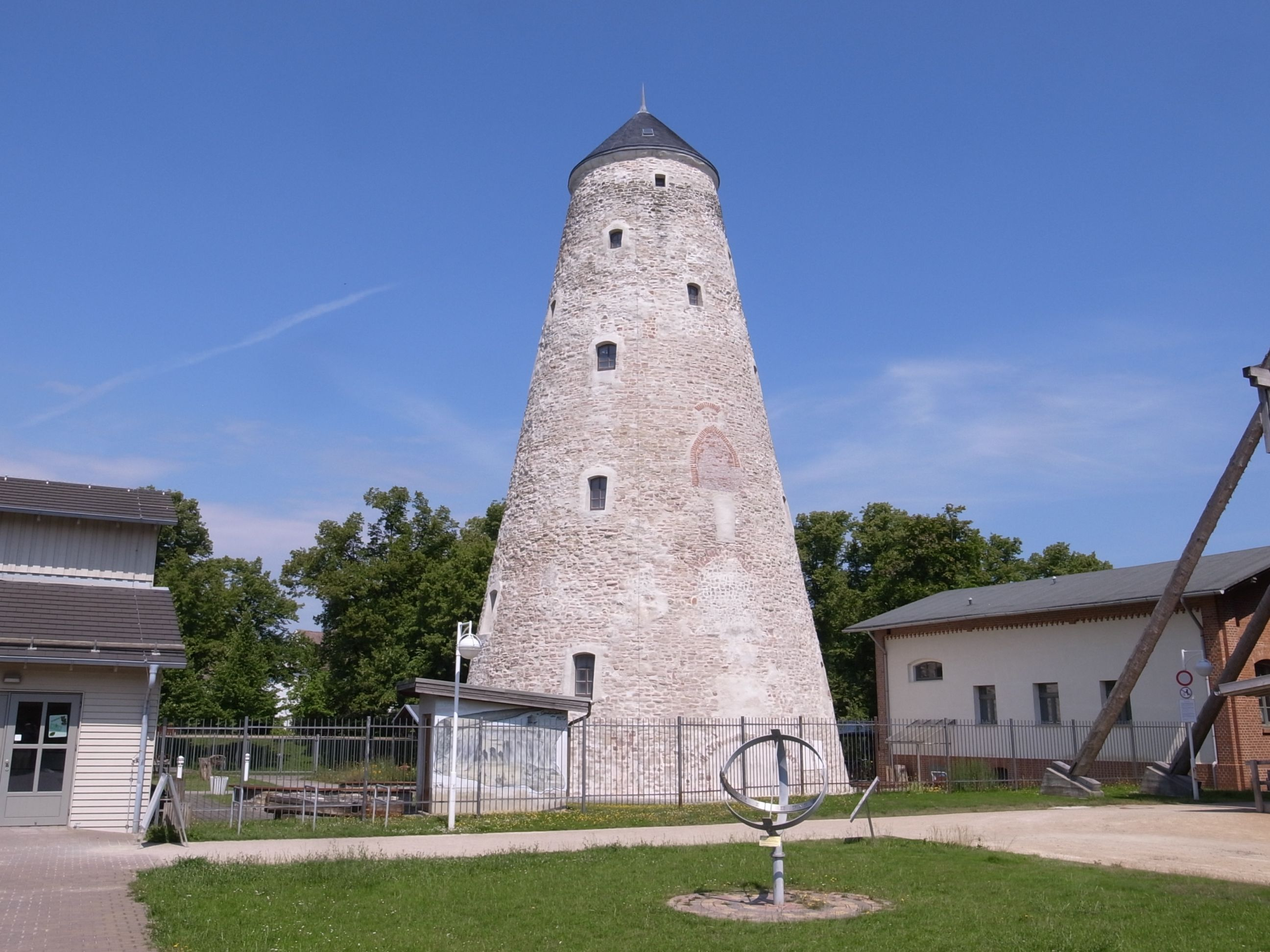
Soleturm
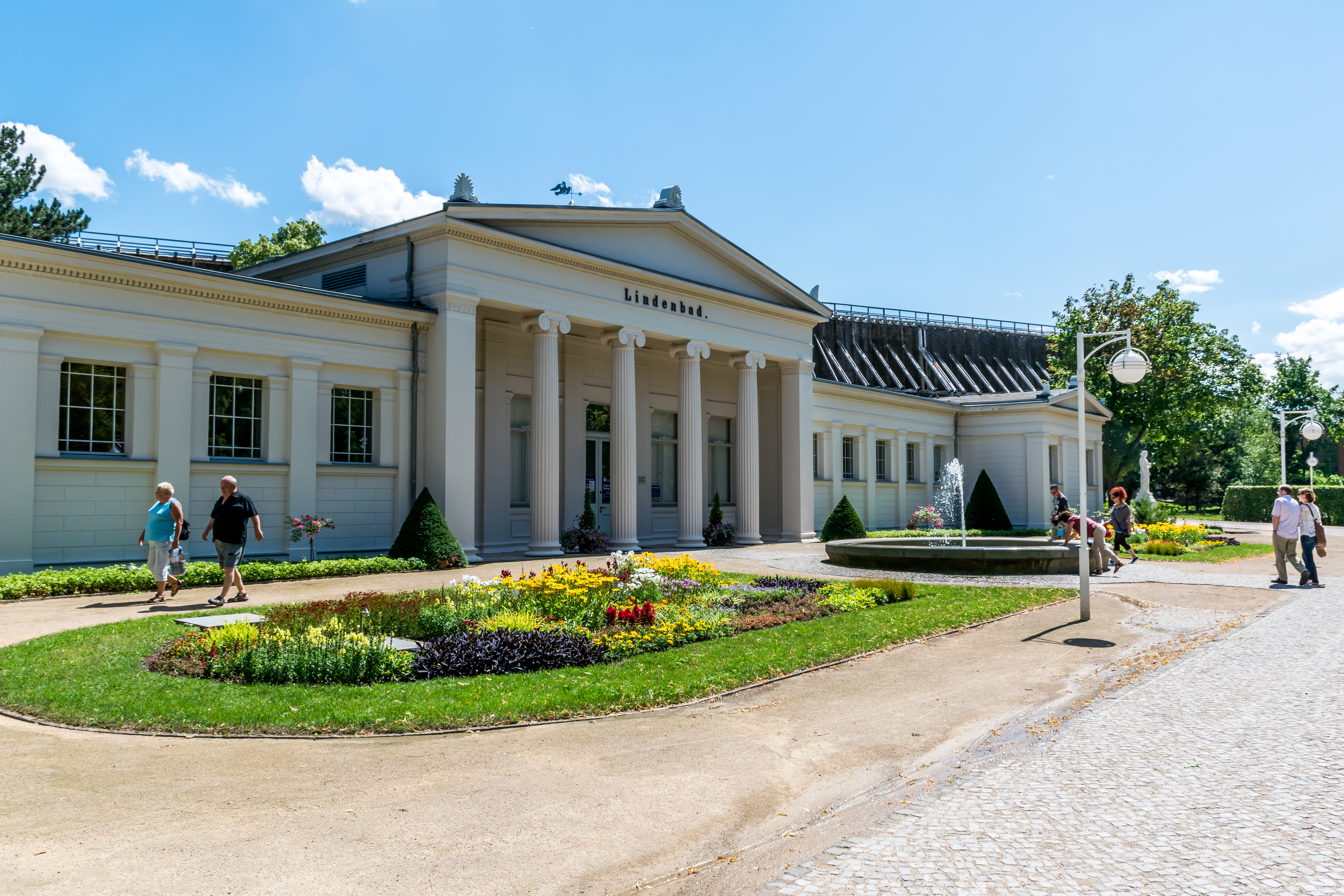
Kurmittelhaus „Lindenbad“
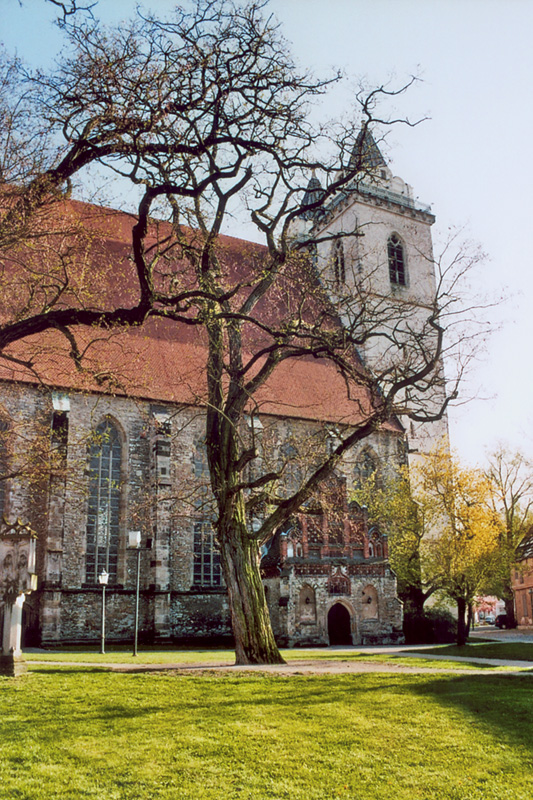
St.-Johannis-Kirche
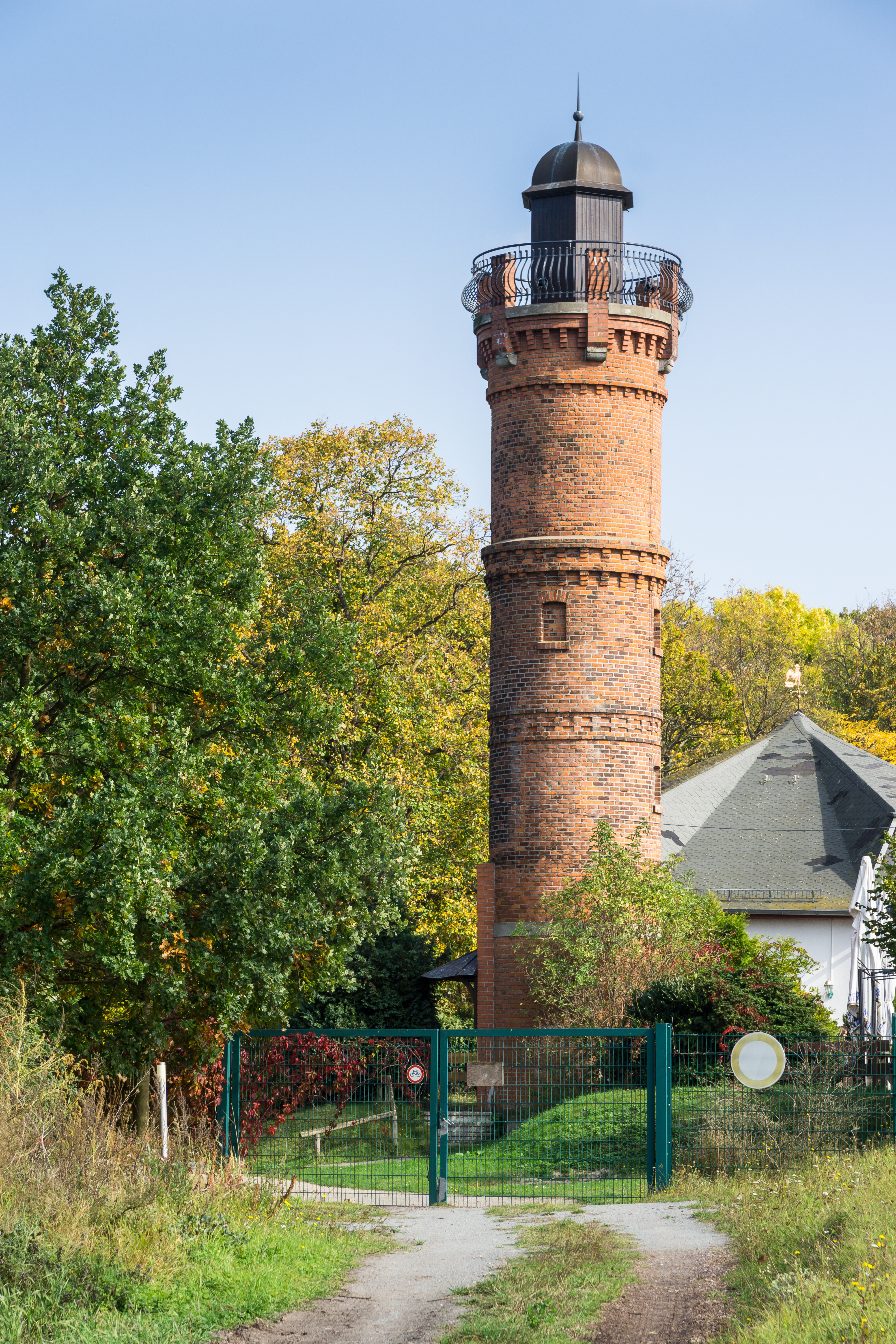
Bismarckturm
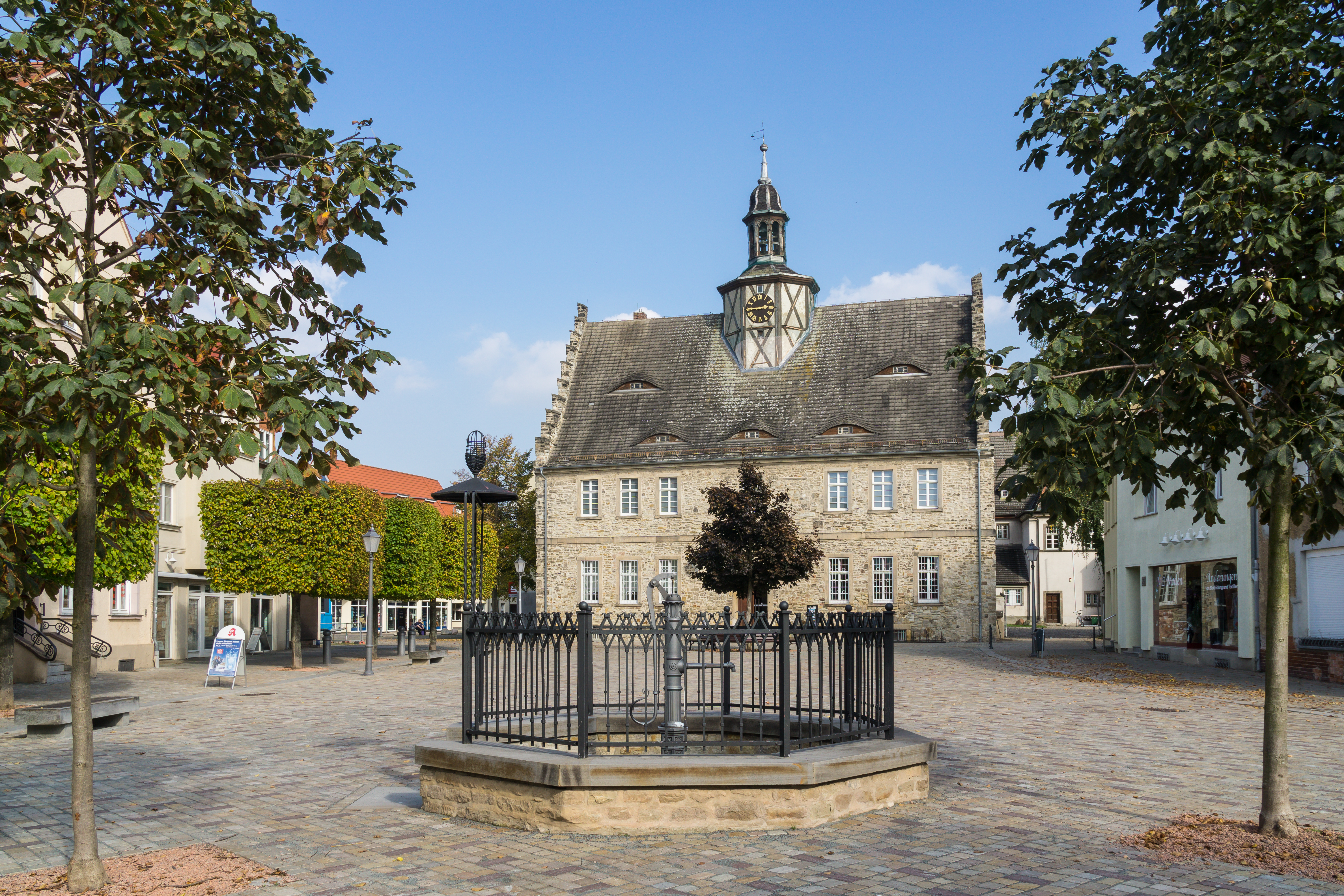
Marktplatz
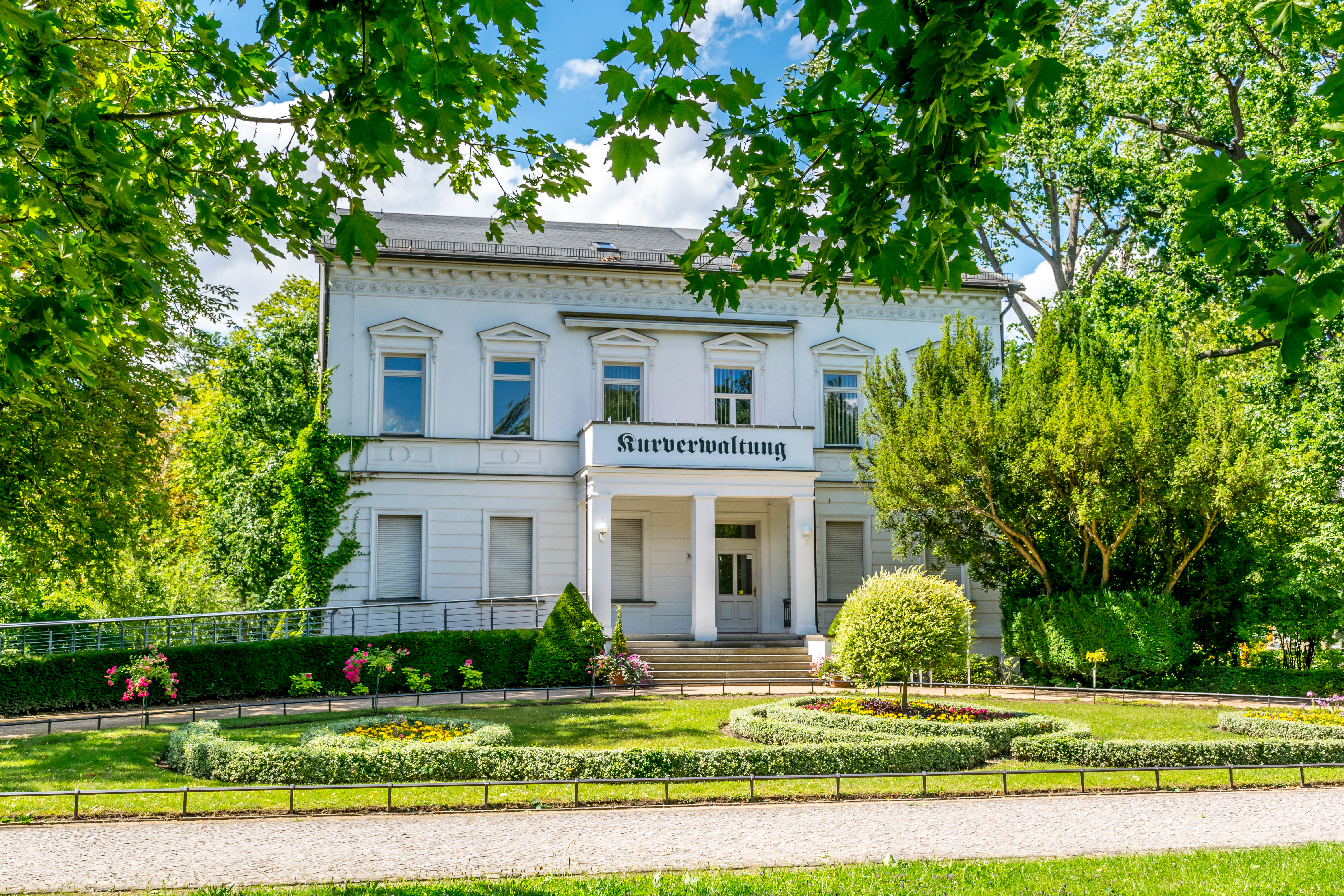
Kurverwaltung Solbad

## Salzamtsdirektoren in Schönebeck
- 1793 bis 1805, Schloenbach, Kriegs- und Domänenrat u. Baudirektor.
- 1805 bis 1815, Rollmann, Bergrat.
- 1815 bis 1855, Karl Leopold Fabian, († 14. März 1855 in Schönebeck) Bergrat und Oberbergrat.
- 1855 bis 1859, Heinrich von Kummer, († 31. Oktober 1859 in Schönebeck), Bergrat.
- 1860 bis 1866, Eduard Karl Lindig, († 5. Juli 1892 in Berlin), Bergrat, Wirkl. Geh. Oberbergrat und vortragender Rat im Preußischen Ministerium für Handel und Gewerbe zu Berlin.
- 1866 bis 1868, Friedrich Johann Gottwalt Bischof, († 10. Januar 1890), Bergrat, Generaldirektor der Werschen-Weissenfelser Braunkohlen Aktiengesellschaft zu Weissenfels.
- 1868 bis 1872, Ernst Friedrich Althans, († 1899), Ober- und Geh. Bergrat und Mitglied des Oberbergamts zu Breslau.
- 1872 bis 1877, Friedrich Wilhelm Ernst Theodor Freund, Bergrat, Oberberghauptmann, Ministerial-Direktor, Wirkl. Geh. Rat, Exz. zu Berlin.
- 1877 bis 1881, Christian Mosler, († 1895), Bergrat, Oberregierungsrat, vortrag. Rat im Preußischen Ministerium für Handel und Gewerbe.
- 1882 bis 1883, Carl-August Schroecker, Bergrat, Generaldirektor Riebeck′sche Montanwerke zu Halle a.S.
- 1883 bis 1901, Heinrich Mentzel (* 14. Juli 1838; † 23. Februar 1901 in Schönebeck), Geheimer Bergrat.
- 1901 bis 1921, Franz Adolf Fürer, Bergrat.

## Persönlichkeiten
- Johann Friedrich Wilhelm von Neumann (1699–1768), Rechtswissenschaftler
- August Wilhelm Neuber (1781–1849), Arzt, Dichter und Philosoph